# Sommerfuglekys
 Der er for få eller ingen kildehenvisninger i denne artikel, hvilket er et problem. Du kan hjælpe ved at angive troværdige kilder til de påstande, som fremføres i artiklen.

Et sommerfuglekys er et kærtegn med (et blinkende øjes) øjenvipper, som regel mod et andet menneskes kind eller øvrige ansigt.
Når de to rækker af øjenvipper i hurtig bevægelse gentagne gange strejfer huden, kan det give modtageren en let kildrende fornemmelse.
Et sommerfuglekys er som regel et tegn på kærlighed og intimitet. Det forekommer typisk blandt elskende og mellem voksne og små børn.
Navnet skyldes formentlig en opfattet analogi mellem øjets blinken og en sommerfugls flappen med vingerne.
Sommerfuglekysset er ikke et kys i egentlig forstand, da det ikke produceres med læberne.